# コイスルヒカリ
「コイスルヒカリ」は、なにわ男子の7枚目のシングル。2024年8月28日にストームレーベルズから発売された。また、同日よりサブスクリプションとダウンロード配信も開始されている。

## 概要
前作「I Wish」から約9か半月ぶりのリリース。初回限定盤1（DVD/Blu-ray）、初回限定盤2（DVD/Blu-ray）、通常盤（CDのみ）の計3形態で発売された。
表題曲は8月23日に全国公開された大西流星主演の映画『恋を知らない僕たちは』の主題歌。なにわ男子のこれまでの楽曲の中でも特に「青春」色が強く出た楽曲で、想いをうまく伝えられないもどかしさを表現した爽やかなロックテイストのラブソングである。映画の内容ともリンクする部分があり、大西は「ちょっと背中を押してくれるような温かい曲になっている」と述べている。
6月27日にはTikTokで音源配信がスタートし、「#コイスルダンス」でメンバーも踊ってみた動画を続々投稿。7月22日にMVがYouTubeで公開され、8月13日に「なにわ男子 LIVE TOUR 2024 '+Alpha'」の横浜アリーナ公演会場から行われた生配信でパフォーマンスが初披露された。8月30日放送のテレビ朝日系音楽番組『ミュージックステーション』でテレビ初披露した際には、道枝が振付について「サビの最後でスマホをスクロールするみたいな振り付けがあるのですが、簡単で真似できるのでやってほしいです！」とアピールした。

### 「コイスルヒカリ」リリース記念 スペシャルイベント「-728 Room- Special Event」
CDケース付属の帯裏に記載されている動画視聴ユーザーコードを特設サイトに登録することで応募可能。
A賞【スペシャルイベント会場へのご招待】
- 2024年11月12日（火）18:30開演予定 東京都内某所（1,000名当選予定）
- 2024年11月21日（木）18:30開演予定 大阪府内某所（1,000名当選予定）

B賞【ストリーミング配信視聴】
ストリーミング動画を期間限定（配信期限：2024年11月22日12:00 - 11月29日23:59）で視聴可能。A賞に応募すると、もれなくB賞のストリーミング配信も視聴可能。

## 特典
先着購入特典
- 初回限定盤1 - 『コイスルヒカリ』青春アルバム風・クリアファイル（A4サイズ）
- 初回限定盤2 - コイスル定規（15cm）
- 通常盤 - 『コイスルヒカリ』オリジナル・チェキ（集合&ソロ8種セット）

封入特典
- 初回限定盤1：20P歌詞ブックレット、動画視聴ユーザーコード①
- 初回限定盤2：20P歌詞ブックレット、動画視聴ユーザーコード②
- 通常盤：動画視聴ユーザーコード③

## 収録曲
クレジット出典

### CD

#### 初回限定盤1
1. コイスルヒカリ
作詞：岡田一成 / 作曲：岡田一成、梶原健生 / 編曲：佐々木博史
2. 君と風と
作詞：柿沼雅美、KIKUE / 作曲・編曲：Josef Melin
3. cardigan
作詞：岡田一成 / 作曲：Ryota Saito、齋藤奏太 / 編曲：遠藤ナオキ
4. cardigan（オリジナル・カラオケ）

#### 初回限定盤2
1. コイスルヒカリ
2. 君と風と
3. daydream
作詞：岡田一成、RT2 / 作曲：岡田一成、たんしょそら、加部輝 / 編曲：たんしょそら、加部輝 / ストリングスアレンジメント：佐々木博史
4. daydream（オリジナル・カラオケ）

#### 通常盤
1. コイスルヒカリ
2. 君と風と
3. change
作詞・作曲：川口進 / 坂室賢一 / 編曲：川口進
4. epilogue
作詞：岡田一成 / 作曲：youth case / 編曲：ha-j
5. コイスルヒカリ（オリジナル・カラオケ）
6. 君と風と（オリジナル・カラオケ）
7. change（オリジナル・カラオケ）
8. epilogue（オリジナル・カラオケ）

### DVD/Blu-ray

#### 初回限定盤1
- 「コイスルヒカリ」Music Video & Making
- 「コイスルヒカリ」Music Video（Dance ver.）

#### 初回限定盤2
- -728 Room- Studio Live（君と風と / 夕虹 / コイスルヒカリ）

## チャート成績
オリコンチャートでは前作『I Wish』の初週37.0万枚を上回る初週40.0万枚を売り上げ、9月9日付「オリコン週間シングルランキング」で、デビューシングル『初心LOVE』から7作連続、通算7作目の初登場1位を獲得した。